# III. třída okresu Mělník
III. třída okresu Mělník patří společně s ostatními třetími třídami mezi deváté nejvyšší fotbalové soutěže v Česku. Je řízena Okresním fotbalovým svazem Mělník. Hraje se každý rok od léta do jara se zimní přestávkou. Hraje se ve dvou skupinách (označených A a B), každá skupina má 14 účastníků (celkem tedy 28 týmů) z okresu Mělník, každý s každým hraje jednou na domácím hřišti a jednou na hřišti soupeře. Celkem se tedy hraje 24 kol. Vítěz každé ze skupin postupuje do II. třídy okresu Mělník.

## Vítězové

### III. třída okresu Mělník skupina A
| Ročník    | Vítězný tým                 |
| --------- | --------------------------- |
| 2003/2004 | Sokol Všetaty               |
| 2004/2005 | TJ Sokol Dolní Beřkovice    |
| 2005/2006 | TJ Sokol Čečelice           |
| 2006/2007 | TJ Kly                      |
| 2007/2008 | FC Lobkovice                |
| 2008/2009 | FC Mělník                   |
| 2009/2010 | SK Labský Kostelec          |
| 2010/2011 | FK Neratovice-Byškovice „B“ |
| 2011/2012 | SK Liběchov                 |
| 2012/2013 | TJ Kly                      |
| 2013/2014 | AFK Hořín                   |
| 2014/2015 | TJ Sokol Horní Počaply      |
| 2015/2016 | TJ Slovan Horní Beřkovice   |
| 2016/2017 | TJ Sokol Záryby „B“         |
| 2017/2018 | FK Kralupy 1901             |
| 2018/2019 | FK Kralupy 1901             |

### III. třída okresu Mělník skupina B
| Ročník    | Vítězný tým                   |
| --------- | ----------------------------- |
| 2003/2004 | AFK Veltrusy                  |
| 2004/2005 | TJ Sokol Sazená               |
| 2005/2006 | FK Čechie Kralupy nad Vltavou |
| 2006/2007 | SK Vojkovice                  |
| 2007/2008 | TJ Dynamo Nelahozeves „B“     |
| 2008/2009 | TJ Sokol Nová Ves             |
| 2009/2010 | TJ Sokol Cítov                |
| 2010/2011 | FK Kralupy 1901               |
| 2011/2012 | TJ Sokol Dolany               |
| 2012/2013 | TJ Vltavan Chvatěruby         |
| 2013/2014 | TJ Sokol Dolany               |
| 2014/2015 | Soutěž se nehrála.            |
| 2015/2016 | Soutěž se nehrála.            |
| 2016/2017 | Soutěž se nehrála.            |
| 2017/2019 | Soutěž se nehrála.            |
| 2018/2018 |                               |